# Plagiolepis ampeloni
Plagiolepis ampeloni är en myrart som först beskrevs av Frederik Faber 1969.  Plagiolepis ampeloni ingår i släktet Plagiolepis och familjen myror. IUCN kategoriserar arten globalt som sårbar. Inga underarter finns listade i Catalogue of Life.